# Kroatische Männer-Feldhandballnationalmannschaft
Die kroatische Männer-Handballnationalmannschaft vertrat den Unabhängiger Staat Kroatien. Sie bestritt ein einziges Spiel gegen Ungarn. Ab 1950 waren sie Teil der jugoslawischen Männer-Feldhandballnationalmannschaft.

## Spiel gegen Ungarn
| Ungarn                                             | Ungarn | Kroatien | Kroatien |
| -------------------------------------------------- | --- | --- | -------- |
| Ungarn                                             | \| Freundschaftsspiel \| \| 14. Juni 1942 in Budapest (Stadion Albert Flórián[3]) \| \| Ergebnis: 9:0 (4:0) \| \| Zuschauer: 30 000 \|                                                                                               | \| Freundschaftsspiel \| \| 14. Juni 1942 in Budapest (Stadion Albert Flórián[3]) \| \| Ergebnis: 9:0 (4:0) \| \| Zuschauer: 30 000 \| | Kroatien |
| Ungarn                                             | Branko Kralj (TW), Vlado Abramović, Irislav Dolenec, Žarko Galetović, Zvonko Leskovar, Todor Marinov, Viktor Medved, Krešo Pavlin, Vlado Šimanović, Stjepan Širić, Josip Žitnik Reserve: Zdenko Šurina (TW) Cheftrainer: Ante Škrtić | | Kroatien |
| Freundschaftsspiel                                 | | |          |
| 14. Juni 1942 in Budapest (Stadion Albert Flórián) | | |          |
| Ergebnis: 9:0 (4:0)                                | | |          |
| Zuschauer: 30 000                                  | | |          |